# Ricardo López Rodríguez
Ricardo López Rodríguez (1840–1912), industrial y alcalde de Bembibre de El Bierzo en varios periodos, desarrolla su vida en esta villa dedicado a actividades industriales propias, relacionadas con las empresas que administra, así como participando en la vida pública de la misma, llegando a ostentar el cargo de alcalde de Bembibre.

## Biografía
Ricardo López Rodríguez nace el día 9 de enero de 1840 en San Román de Bembibre, hijo de José López Vega y de María del Carmen Rodríguez de Cela, falleciendo el día 12 de febrero de 1912 en la villa de Bembibre. Contraerá matrimonio con Josefa Sarmiento Barrio, natural de Castropodame, hija de Francisco Sarmiento y Teresa Barrio.
De este matrimonio nacerán dos hijos, Ricardo López Sarmiento, que ejercería de Juez municipal de la villa de Bembibre y su término, y Abelardo López Sarmiento que, además de continuar la labor empresarial iniciada por su padre, sería alcalde de la misma villa.
Siendo muy joven se inclina por la carrera militar, prestando servicio en la marina, regresando a su villa natal tras la finalización de su compromiso.
Su carrera empresarial se inicia en 1868 con la apertura de una ferretería en Bembibre y una industria licorera con una alquitara para la destilación de orujos, a la que se incorpora en 1889 un alambique y una fábrica de gaseosas, iniciativas que desarrolla junto a quien sería su familiar político, Restituto Flórez García, natural de Riello, farmacéutico e impulsor de los procesos de destilación de los alcoholes, quien promovería, en el año 1898, el primer alambique destilador de orujos instalado en Bembibre.
Coincide su actividad personal, profesional y política con la llegada del ferrocarril a Bembibre, hecho que se producirá en el año 1892, aun cuando se vienen realizado las obras del trazado desde el año 1873–1874 en el tramo Brañuelas—Ponferrada, abriéndose en junio de 1874 una oficina de la compañía ferroviaria en la calle de Escobar (hoy avenida de Villafranca).

## Vida pública
Sus contactos con la política municipal le llevan a asumir el cargo de alcalde de Bembibre en los periodos 1877–1879, 1881 y 1883–1884, todos ellos encuadrados en lo que se conocerá como Restauración borbónica en España, que alude a la recuperación del trono por parte de un miembro de la Casa de Borbón, Alfonso XII, después del paréntesis del Sexenio Democrático.
Durante su mandato se  reconstruye el puente de la Estación, reformándose los accesos a la villa, reformas probablemente necesarias para el buen fin de las obras de la línea ferroviaria Palencia – La Coruña que se desarrollan en esas épocas.
Se potencia la Feria Ganadera de Santa Teresa, que se celebra con periodicidad anual en «la vega de Pradoluengo» los días 15 y 16 de octubre, y se crean dos plazas de guardas municipales jurados, para la vigilancia y conservación de la propiedad rural del distrito tanto particular como comunal.
Ricardo López Rodríguez forma parte de una saga destacada en la recopilación histórica de los alcaldes de Bembibre, saga compuesta por la familia López, que es iniciada en la vida política por José López Vega, que no llegó a ocupar la Alcaldía, pero sí fue concejal. El cargo de alcalde,  máximo cargo municipal, llegará a manos de dos de sus hijos, Antonio y Ricardo López Rodríguez, siguiéndoles uno de sus nietos, José López Palacio (alcalde entre 1898 y 1900), al tiempo sobrino de los dos anteriores, y con posterioridad otros dos descendientes, Abelardo López Sarmiento (alcalde entre 1909 y 1911) y César López Flórez (alcalde entre 1941 y 1946).